# Carex rhynchoperigynium
Carex rhynchoperigynium är en halvgräsart som beskrevs av Stanley D. Jones och Anton Albert Reznicek. Carex rhynchoperigynium ingår i släktet starrar, och familjen halvgräs. Inga underarter finns listade i Catalogue of Life.